# Michael Busch (Historiker)
Michael Busch (* 7. Oktober 1961) ist ein deutscher Historiker.

## Leben
Busch studierte Geschichte, Öffentliches Recht und Skandinavistik (Schwedisch und Dänisch) an der Universität Hamburg (M.A. 1990). Als Forschungsstipendiat des DAAD verbrachte er 1992 in Stockholm, Schweden. 1998 wurde er bei Kersten Krüger über das schwedische Militär- und Sozialsystem an der Universität Rostock zum Dr. phil. promoviert. 2000 erhielt er für seine Dissertation den Werner-Hahlweg-Preis für Militärgeschichte und Wehrwissenschaften (3. Preis).
Von 1990 bis 2005 war er wissenschaftlicher Mitarbeiter bzw. Assistent bei Eckardt Opitz am Seminar für Geschichtswissenschaften der Universität der Bundeswehr Hamburg. 2010 habilitierte er sich über die Geschichte der mecklenburgischen Stände 1755 bis 1806 ebendort. Seitdem ist er Privatdozent für Neuere und Neueste Geschichte. 2012/13 war er Vertretungsdozent für Geschichtsdidaktik am Historischen Institut der Universität Rostock. 2016 wurde er an der Helmut-Schmidt-Universität zum Professor ernannt. Seit 2017 ist er Stipendiat des THEORIA – Kurt von Fritz-Wissenschaftsprogramms. Seine Forschungsschwerpunkte liegen in den Bereichen Landesgeschichte, Historische Geographie und Militärgeschichte.
Er war Fachberater für Produktionen (ZDF, WDR, NDR) wie „Mit Gottes Segen in die Hölle. Der Dreißigjährige Krieg“ und Koordinator mehrerer von der Deutschen Forschungsgemeinschaft sowie dem Land Mecklenburg-Vorpommern geförderter Projekte. Außerdem war er von 2003 bis 2004 konzeptioneller Mitarbeiter der Ausstellung „Das Dritte Elbherzogtum“ im Prinzenpalais in Schleswig.
Busch ist Mitglied u. a. der Internationalen Kommission für Militärgeschichte, des Arbeitskreises Militär und Gesellschaft in der Frühen Neuzeit, des Hamburger Arbeitskreises für Regionalgeschichte, der Gesellschaft für Schleswig-Holsteinische Geschichte und des Vereins für mecklenburgische Geschichte und Altertumskunde.

## Schriften (Auswahl)

### Monografien
- Absolutismus und Heeresreform. Schwedens Militär am Ende des 17. Jahrhunderts (= Europa in der Geschichte, Band 4). Winkler, Bochum 2000, ISBN 3-930083-58-2.
- Machtstreben – Standesbewusstsein – Streitlust. Landesherrschaft und Stände in Mecklenburg von 1755 bis 1806 (= Quellen und Studien aus den Landesarchiven Mecklenburg-Vorpommerns, Band 13). Böhlau, Köln u. a. 2013, ISBN 978-3-412-20957-5.

### Herausgeberschaften
- mit Jörg Hillmann: Adel – Geistlichkeit – Militär. Festschrift für Eckardt Opitz zum 60. Geburtstag (= Schriftenreihe der Stiftung Herzogtum Lauenburg, Sonderband). Winkler, Bochum 1999, ISBN 3-930083-07-8.
- Terra et Mars. Aspekte der Landes- und Militärgeschichte. Festschrift für Eckhardt Opitz zum 65. Geburtstag. Wachholtz, Neumünster 2003, ISBN 3-529-02061-3.
- mit Stefan Kroll, Jens E. Olesen, Martin Schoebel, Reinhard Zölitz: Die schwedische Landesaufnahme von Pommern 1692–1709. Perspektiven eines Editionsprojekts. Beiträge des Workshops am 9. und 10. Oktober 2009 im Pommerschen Landesmuseum Greifswald. Im Auftrag der Historischen Kommission für Pommern. Ludwig, Kiel 2011, ISBN 978-3-86935-050-9.
- mit Stefan Kroll, Rembrandt D. Scholz: Geschichte – Kartographie – Demographie. Historisch-geographische Informationssysteme im methodischen Vergleich (= Geschichte, Forschung und Wissenschaft, Band 45). LIT, Berlin u. a. 2013, ISBN 978-3-643-12347-3.